# RHOB
RHOB‏ (Ras homolog family member B) هوَ بروتين يُشَفر بواسطة جين RHOB في الإنسان.